# Aglais repetita
Aglais repetita är en fjärilsart som beskrevs av Jachontov 1905. Aglais repetita ingår i släktet Aglais och familjen praktfjärilar. Inga underarter finns listade i Catalogue of Life.